# Paramonacanthus matsuurai
Paramonacanthus matsuurai is een  straalvinnige vissensoort uit de familie van vijlvissen (Monacanthidae). De wetenschappelijke naam van de soort is voor het eerst geldig gepubliceerd in 1997 door Hutchins.
De soort staat op de Rode Lijst van de IUCN als Onzeker, beoordelingsjaar 2009.